# Aniculus hopperae
Aniculus hopperae is een tienpotigensoort uit de familie van de Diogenidae. De wetenschappelijke naam van de soort is voor het eerst geldig gepubliceerd in 1996 door McLaughlin & Hoover.